# Оптическая плотность
Опти́ческая пло́тность (эксти́нкция) — мера ослабления света прозрачными объектами (такими, как кристаллы, стекла, фотоплёнка) или отражения света непрозрачными объектами (такими, как фотография, металлы и т. д.).
Вычисляется как десятичный логарифм отношения потока излучения падающего на объект —  {\displaystyle \Phi _{in}}, к потоку излучения прошедшего через него (отразившегося от него) — {\displaystyle \Phi _{out}} , то есть это есть логарифм от величины, обратной к коэффициенту пропускания (отражения):
{\displaystyle D=\lg {\frac {\Phi _{in}}{\Phi _{out}}}.}
К примеру, D=4 означает, что свет был ослаблен в 104=10 000 раз, то есть для человека это полностью чёрный объект, а D=0 означает, что свет прошёл (отразился) полностью.
В терминах оптической плотности задаются требования к выдержке негативов.
Прибор для измерения оптической плотности называется денситометром. В рентгеновских методах неразрушающего контроля оптическая плотность рентгеновского снимка является параметром оценки пригодности снимка к дальнейшей расшифровке. Допустимые значения оптической плотности в рентгеновских методах неразрушающего контроля регламентируются в соответствии с требованиями ГОСТа.